# تشارلز ميلر (ممثل)
تشارلز ميلر (بالإنجليزية: Charles Miller)‏ هو ممثل أمريكي، ولد في 1857 بساغيناو في الولايات المتحدة، وتوفي في 14 نوفمبر 1936 بنيويورك في الولايات المتحدة.

## أعمال

### أفلام
- (1944) ويلسون
- (1984) سباق مع القمر

## وصلات خارجية
- تشارلز ميلر على موقع IMDb (الإنجليزية)
- تشارلز ميلر على موقع قاعدة بيانات الفيلم (الإنجليزية)